# تسلسل زمني لبرنامج الأسلحة النووية في كوريا الشمالية
يعود تاريخ البرنامج النووي في كوريا الشمالية إلى خمسينيات القرن العشرين، وبدأ هذا البرنامج على نحو جاد في عام 1989 بنهاية الحرب الباردة وسقوط الاتحاد السوفيتي، الحليف الاقتصادي الرئيس لكوريا الشمالية. تناقش هذه المقالة في المقام الأول الصراع بين الولايات المتحدة وكوريا الشمالية، وتغطي أيضًا تأثير أعضاء المحادثات السداسية الآخرين: الصين وروسيا وكوريا الجنوبية واليابان.
يمكن تقسيم تاريخ برنامج كوريا الشمالية النووي إلى أربعة أطوار على وجه التقريب. ينطوي الطور الأول (1956–1980) بصفة رئيسة على التدريب واكتساب المعرفة الأساسية عن الأسلحة النووية. بينما يشمل الطور الثاني (1980–1994) نشوء برنامج كوريا الشمالية لإنتاج البلوتونيوم محليًا وتوقفه في النهاية. يشمل الطور الثالث (1994–2002) فترة «تجمد» مشروع كوريا الشمالية لإنتاج البلوتونيوم (ورغم ذلك حاولت كوريا الشمالية تخصيب اليورانيوم سرًا)، وأخيرًا يشمل الطور الرابع الفترة الحالية من الأنشطة النووية المستجدة.

## أنواع الأسلحة النووية
تُصنف نماذج الرؤوس الحربية النووية إلى عدة أصناف:
- تعتمد القنابل الانشطارية (التي تعرف أيضًا بالقنابل الذرية أو قنابل أ) على ظاهرة الانشطار النووي، وهي عملية انقسام ذرات العناصر الثقيلة للغاية لتوليد الطاقة. تنتمي القنابل التي استُخدمت في الحرب ضد اليابان إلى هذا النوع.
- في المقابل ثمة ما يُعرف بالأسلحة النووية الحرارية (تُعرف أيضًا بالقنابل الهيدروجينية أو قنابل إتش) التي تستعين بقنبلة نووية انشطارية أو أكثر في المرحلة الأولى من الانفجار لإشعال فتيل الرأس الحربية الاندماجية، وفيها تندمج ذرات عناصر خفيفة للغاية مع بعضها حتى تولد قدرًا هائلًا من الطاقة. تنتمي أقوى القنابل النووية التي فُجرت حتى الآن إلى هذا النوع، وقد تصل قوتها إلى آلاف أمثال قوة القنابل التي استُخدمت في الحرب العالمية الثانية (وجميع القنابل التي تُقاس قوتها بالميغاطن تنتمي إلى هذا النوع).[3][4]
- يوجد نوع من القنابل النووية المهجنة يجمع بين خصائص النوعين الآخرين، مثل القنابل الانشطارية «المعززة» التي يعتمد تصميمها على إحاطة القنبلة الانشطارية بمادة قابلة للاندماج لتعزيز قوتها، وقنابل «الانشطار-اندماج-انشطار». تعزز تلك التصميمات من قوة القنبلة الانشطارية بدرجة معتدلة إلى درجة هائلة.

تتسم الأسلحة النووية الحرارية بتعقيد هائل عند مقارنتها بالقنابل الانشطارية، لا سيما القنابل الهيدروجينية متعددة الأطوار التي لم ينجح في صناعتها سوى خمسة دول فقط (الولايات المتحدة، وروسيا، وفرنسا، والمملكة المتحدة، والصين) بعد 70 سنة من الأبحاث المتواصلة. علاوة على ذلك تصعب عملية تصنيع وقود القنبلة الهيدروجينية بدرجة أكبر بكثير من الوقود الانشطاري. يُشتبه ببعض الدول ذات البرامج النووية العريقة (مثل الهند وباكستان) في أنها تسعى وراء تطوير قنابل نووية هجينة أو «مُعززة»، وهو أمر أهون من صناعة القنبلة الهيدروجينية ذاتها. ونظرًا إلى أن كلًا من القنابل الهجينة والقنابل الاندماجية يُشار إليها في بعض الأحيان بالقنابل الهيدروجينية، فمن غير المؤكد حتى الآن أي نوع من الأسلحة النووية أشارت إليها كوريا الجنوبية أثناء اختبارتها النووية السابقة. وفي الوقت الحالي يشكك المحللون في مدى مصداقية اختبار القنبلة الهيدروجينية متعددة الأطوار الذي زعمت كوريا الشمالية أنها أجرته في عام 2016، بيد أنهم نبهوا إلى أن الاختبار الأخير الذي أجرته كوريا الشمالية عام 2017 أقوى بدرجة ملحوظة من سابقه. وفي عام 2018 أعلنت كوريا الشمالية أنها تدعو فرق التفتيش الدولية إلى تفتيش مواقع الأسلحة والقذائف النووية التي لديها، ويُقال إنها كانت تجهز لتلك التفتيشات.

## الطور الأول
- 1956: بدأ الاتحاد السوفيتي تدريباته مع علماء ومهندسي كوريا الشمالية، وزودهم بمعرفة أساسية تمكّنهم من بدء البرنامج النووي.[7]
- 1958: أرسلت الولايات المتحدة قذائف أونيست جون ومدافع نووية بقطر 280 مم إلى كوريا الجنوبية.[8]
- 1959: وقّعت كلٌ من كوريا الشمالية والاتحاد السوفيتي على اتفاقية التعاون النووي.[7]
- 1962: افتتاح مركز يونغبيون للأبحاث النووية العلمية.[7]
- 1965: وصل مفاعل أبحاث يونغبيون أي أر تي 2000 إلى قدرة إنتاجية بنحو 2 ميغاواط.[7]
- 1974: وصل مفاعل أبحاث يونغبيون أي أر تي 2000 إلى قدرة إنتاجية بنحو 4 ميغاواط.[7]
- بدأت كوريا الشمالية عمليات التنقيب عن اليورانيوم في عدة مواقع بالقرب من سونجون وبيونغسان في أواخر سبعينيات القرن العشرين ومستهل ثمانينياته.

## الطور الثاني
- 1980–1985: شيدت كوريا الشمالية مصنعًا في يونغبيون لتكرير الكعكة الصفراء وإنتاج الوقود للمفاعلات.[7]
- 1984: انتهت جمهورية كوريا الديمقراطية الشعبية من إنشاء «مختبر الكيماويات المشعة»، وهو مصنع معالجة يُستخدم في فصل البلوتونيوم من الوقود النووي المستهلَك في موقع يونغبيون.[7]
- 1984–1986: انتهت كوريا الشمالية من إنشاء مفاعل نووي مُبرد غازيًا بقدرة 5 ميغاواط لإنتاج البلوتونيوم. باشرت كوريا بناء مفاعل نووي ثانٍ بقدرة 50 ميغاواط أيضًا.
- 1987: وصل مفاعل أبحاث يونغبيون أي أر تي 2000 إلى قدرة إنتاجية بنحو 8 ميغاواط.[7]
- 1989: وهنت قبضة الاتحاد السوفيتي على الحكومات الشيوعية في أوروبا، وشارفت الحرب الباردة على الانتهاء. بدأت دول ما بعد الاتحاد السوفيتي في الظهور في أوروبا الشرقية وآسيا الوسطى. خسرت كوريا الشمالية ضماناتها الأمنية ودعمها الاقتصادي الذي حافظت عليه مدة 45 سنة مع سقوط الاتحاد السوفيتي.
- عبر صور الأقمار الصناعية اكتشفت الولايات المتحدة أن كوريا الشمالية تجهز لبناء مجمع صناعي نووي بالقرب من بلدة يونغبيون. يشتبه محللي الاستخبارات الأمريكية في أن كوريا الشمالية –التي وقعت على معاهدة الحد من انتشار الأسلحة النووية عام 1985 بيد أنها لم تسمح بعد بتفتيش منشآتها النووية– بصدد بناء قنبلة نووية.[9]
- في المقابل سعت الولايات المتحدة إلى إستراتيجية تعد بحل بعض القضايا الدبلوماسية الأخرى مثل تطبيع العلاقات في حال التزام كوريا بالكامل بمعاهدة الحد من الأسلحة النووية.
- ديسمبر 1990: أجرت كوريا الشمالية نحو 70–80 اختبارًا نوويًا في منشأة يونغبيون.
- 1991: سحبت الولايات المتحدة آخر أسلحة نووية لها من كوريا الجنوبية في ديسمبر عام 1991، ولكن تأكيد الولايات المتحدة على تلك المعلومة كان مبهمًا، ما أدى إلى تناثر الشائعات التي زعمت أن بعض الأسلحة النووية ما تزال في كوريا الجنوبية. شرعت الولايات المتحدة في إرسال الأسلحة النووية إلى كوريا الجنوبية في عام 1958، ووصلت إلى ذروتها في عام 1967 حتى بلغت 950 رأسًا حربية.
- 1992: سمحت كوريا الشمالية في مايو لأول مرة لفريق من هيئة الطاقة الذرية الدولية بالدخول. توصلت فحوصات الهيئة إلى وجود تناقضات بين تصريحات كوريا الشمالية والواقع. اشتبه كلٌ من رئيس الهيئة هانز بليكس والولايات المتحدة في أن كوريا الشمالية تستخدم مفاعلها ومصنع إعادة المعالجة في يونغبيون لتحويل الوقود النووي المُستنفذ إلى بلوتونيوم يصلح للاستخدام في الأسلحة. اتخذ هانز بليكس الترتيبات اللازمة لدخول فرق تفتيش مجهزة بالكامل قبل رحيله.
- لم تسرِ الأمور على نحو جيد مع فرق التفتيش. فعلى مدار الشهور التالية منع الكوريون فرق التفتيش من الدخول إلى أحد مواقع المخلفات النووية المشتبه بها في يونغبيون، وعثر مفتشو هيئة الطاقة الذرية على أدلة تفيد بأن كوريا لم تفصح عن إنتاجها للبلوتونيوم بالقدر الكامل.
- 1993: هددت كوريا الشمالية في شهر مارس بالانسحاب من معاهدة الحد من الأسلحة النووية. عين الرئيس الأمريكي بيل كلينتون روبرت جالوتشي لبدء جولة جديدة من المفاوضات مع كوريا رغم وجود معارضة قوية من الجمهوريين الذين يرفضون التفاوض مع كوريا. وبعد 89 يوم من المفاوضات أعلنت كوريا الشمالية أنها أوقفت قرار انسحابها (إذ إن المعاهدة تشترط الإخطار بالانسحاب قبلها بثلاثة أشهر على الأقل).
- في ديسمبر عام 1993 أعلن المدير العام لهيئة الطاقة الذرية أن الهيئة لم تعد قادرة على توفير أي «ضمانات حقيقية» على أن كوريا الشمالية لا تخطط لإنتاج الأسلحة النووية.
- في 12 أكتوبر 1994: وقّعت الولايات المتحدة وكوريا الشمالية على معاهدة «إطار العمل المتفق عليه». وافقت كوريا الشمالية على تجميد برنامج إنتاج البلوتونيوم الخاص بها. وفي النهاية هُدمت المنشآت النووية في كوريا الشمالية وأُخرج الوقود النووي المستنفذ من البلد.
- في 26 أكتوبر 1994: أخبر هانز بليكس لجنة الشؤون الخارجية التابعة لمجلس العموم البريطاني أن هيئة الطاقة الذرية الدولية غير راضية عن اتفاقية إطار العمل المتفق عليه لأنها تمهل كوريا الشمالية وقتًا طويلًا لتلتزم بقواعد التفتيش.